# ليسترفيل (ميزوري)
ليسترفيل (بالإنجليزية: Lesterville)‏ هي إحدى المجتمعات الفردية (غير مصنفة) في ولاية ميزوري في الولايات المتحدة الأمريكية.